# Ентони Кенеди
Ентони Маклојд Кенеди (енгл. Anthony McLeod Kennedy; Сакраменто, Калифорнија, САД, 23. јул 1936) бивши је придружени судија Врховног суда Сједињених Америчких Држава. Именовао га је Роналд Реган 1988. Након повлачења Сандре Деј О'Конор, Кенедијев глас је често био пресудан у случајевима када је суд био подељен на либерално и конзервативно крило.
Реган је именовао Кенедија на упражњено место које је настало повлачењем придруженог судије Луиса Пауела. Реганов први избор је био Роберт Борк, али је његово именовање одбијено у Сенату. Други кандидат, Даглас Гинсберг, повукао се пошто је признао да је користио марихуану у прошлости.
Кенедијево именовање је једногласно потврђено у Сенату, 3. фебруара 1988.
У Робертсовом суду, Кенеди је често одлучивао о исходу процеса. Између 2008. и 2009, био је у већини у 92% пресуда. У 16 пресуда у којима је суд био подељен по идеолошкој линији, Кенеди се придружио конзервативном крилу Суда у њих 11, а либералном у 5.